# Stilbodendron camerunense
Stilbodendron camerunense är en svampart som beskrevs av Syd. & P. Syd. 1916. Stilbodendron camerunense ingår i släktet Stilbodendron och familjen Trichocomaceae.   Inga underarter finns listade i Catalogue of Life.